# Erriyon Knighton
Erriyon Knighton (Tampa, 29 gennaio 2004) è un velocista statunitense, attuale primatista mondiale under 20 dei 200 metri piani.

## Biografia
Il 31 maggio 2021 ha stabilito la migliore prestazione mondiale under 18 dei 200 metri piani con il tempo di 20"11, migliorando di due centesimi il precedente primato di Usain Bolt che resisteva da 18 anni.
Ai Trials olimpici statunitensi, ancora diciassettenne, si è ulteriormente migliorato realizzando 20"04 al primo turno, 19"88 in semifinale e 19"84 in finale, riuscendo così a qualificarsi per i Giochi olimpici di Tokyo 2020 e abbassando di nove centesimi il record mondiale under 20 della specialità.
Ai Giochi di Tokyo 2020 ha raggiunto a 17 anni la sua prima finale olimpica, classificandosi quarto nei 200 metri piani con il tempo di 19"93.
Il 30 aprile 2022 ha ulteriormente migliorato il proprio record mondiale under 20 dei 200 metri piani correndo la distanza in 19"49 a Baton Rouge, diventando così il quarto atleta di sempre nella specialità alle spalle di Usain Bolt (19"19), Yohan Blake (19"26) e Michael Johnson (19"32). Tale primato non è stato tuttavia ratificato dalla World Athletics.
Nel giugno 2022 è arrivato secondo nei 200 metri piani ai Trials statunitensi con il tempo di 19"69 (ratificato questa volta come record mondiale under 20), dietro Noah Lyles (19"67). Lo stesso anno ha gareggiato ai campionati mondiali di Oregon 2022, vincendo la medaglia di bronzo nei 200 metri piani con il tempo di 19"80, alle spalle dei connazionali Lyles (19"31) e Kenneth Bednarek (19"77).
Nel 2023 partecipa ai campionati mondiali di Budapest, aggiudicandosi la medaglia d'argento nei 200 metri piani e venendo battuto soltanto da Noah Lyles.

## Record nazionali
Under 20
- 200 metri piani: 19"69 (–0,3 m/s) ( Eugene, 26 giugno 2022)
- 200 metri piani: 19"49 (+1,4 m/s) ( Baton Rouge, 30 aprile 2022) [1]

Under 18
- 200 metri piani: 19"84 (+0,3 m/s) ( Eugene, 27 giugno 2021)

## Progressione

### 200 metri piani
| Stagione | Tempo | Luogo           | Data      | Rank. Mond. |
| -------- | ----- | --------------- | --------- | ----------- |
| 2023     | 19"72 | Eugene          | 9-7-2023  |             |
| 2022     | 19"49 | Baton Rouge     | 30-4-2022 | 2º          |
| 2021     | 19"84 | Eugene          | 27-6-2021 | 5º          |
| 2020     | 20"33 | Satellite Beach | 7-8-2020  | 11º         |
| 2019     | 21"15 | Greensboro      | 2-8-2019  |             |

## Palmarès
| Anno | Manifestazione  | Sede     | Evento      | Risultato | Prestazione | Note |
| ---- | --------------- | -------- | ----------- | --------- | ----------- | ---- |
| 2021 | Giochi olimpici | Tokyo    | 200 m piani | 4º        | 19"93       |      |
| 2022 | Mondiali        | Eugene   | 200 m piani | Bronzo    | 19"80       |      |
| 2023 | Mondiali        | Budapest | 200 m piani | Argento   | 19"75       |      |
| 2024 | Giochi olimpici | Parigi   | 200 m piani | 4º        | 19"99       |      |

## Altre competizioni internazionali
2022
- Argento all'Herculis ( Monaco), 200 m piani - 19"84
- Oro al Memorial Van Damme ( Bruxelles), 200 m piani - 20"07

2023
- Oro al Golden Gala ( Firenze), 200 m piani - 19"89
- Oro ai Bislett Games ( Oslo), 200 m piani - 19"77
- Argento al Weltklasse Zürich ( Zurigo), 200 m piani - 19"87
- Bronzo al Prefontaine Classic ( Eugene), 200 m piani - 19"97

2024
- Argento all'Athletissima ( Losanna), 200 m piani - 19"78
- Bronzo al Weltklasse Zürich ( Zurigo), 200 m piani - 19"79

## Riconoscimenti
- Atleta mondiale emergente dell'anno (2021, 2022)